# Bơ thực vật

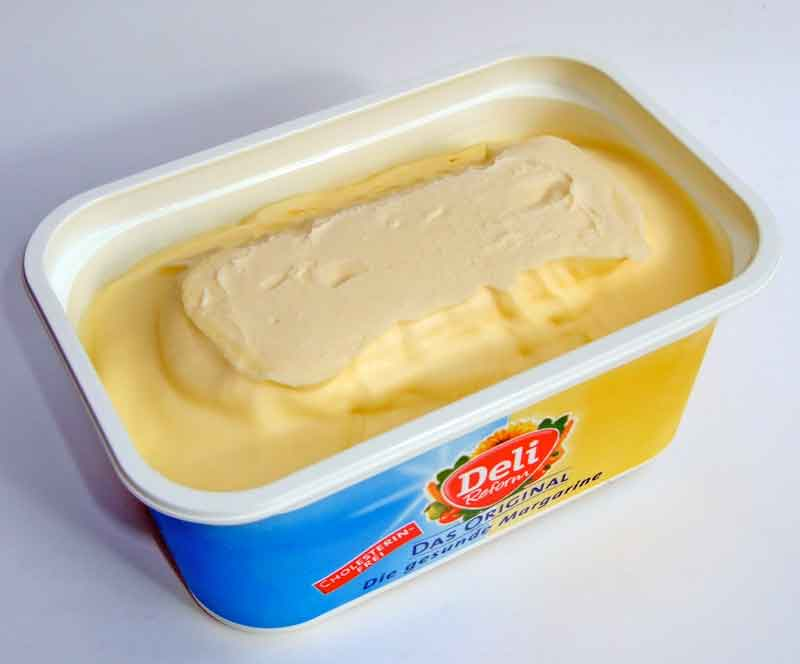
Một sản phẩm bơ thực vật

Bơ thực vật là một thuật ngữ chỉ chung về các loại bơ có nguồn gốc từ thực vật và là loại bơ được chế biến từ dầu thực vật qua quá trình hydro hóa để làm thành dạng cứng hoặc dẻo và có thể đóng thành bánh. Trong quá trình hydro hóa, phần lớn acid béo không no (chưa bão hòa) chuyển thành acid béo no (bão hòa) và trong quá trình hydro hóa, một phần không ít các acid béo bị chuyển vị (dạng trans).
Một cách định nghĩa khác thì bơ thực vật là một thành phần nhũ tương được chế biến từ một hỗn hợp nhiều loại dầu mỡ nguồn gốc động vật hay thực vật, nước, sữa tách kem cùng một vài chất phụ gia khác. Bơ thực vật và bơ là hai loại bơ phổ biến nhất bây giờ, có ý kiến cho rằng sử dụng bơ thực vật sẽ an toàn cho tim của bạn hơn bơ thường.

## Tên gọi
Bơ thực vật có tên gốc tiếng Anh là margarine, tên này được xuất phát từ oleomargarine của Hippolyte và sau này bằng sáng chế ra margarine đã được Hippolyte bán lại cho một công ty Hà Lan có tên là Jurgens vào năm 1871 (công ty này là tiền thân của Unilever hiện nay). Ngày nay, từ margarine nói chung trên thế giới được dùng để chỉ cho tất cả các chất thay thế cho bơ và không chỉ được sản xuất bởi mỡ bò và dạ dày Heo mà còn được sản xuất từ dầu thực vật như dầu hoa hướng dương, dầu đậu nành … nên mới hay được gọi là bơ thực vật ở Việt Nam.

## Lịch sử

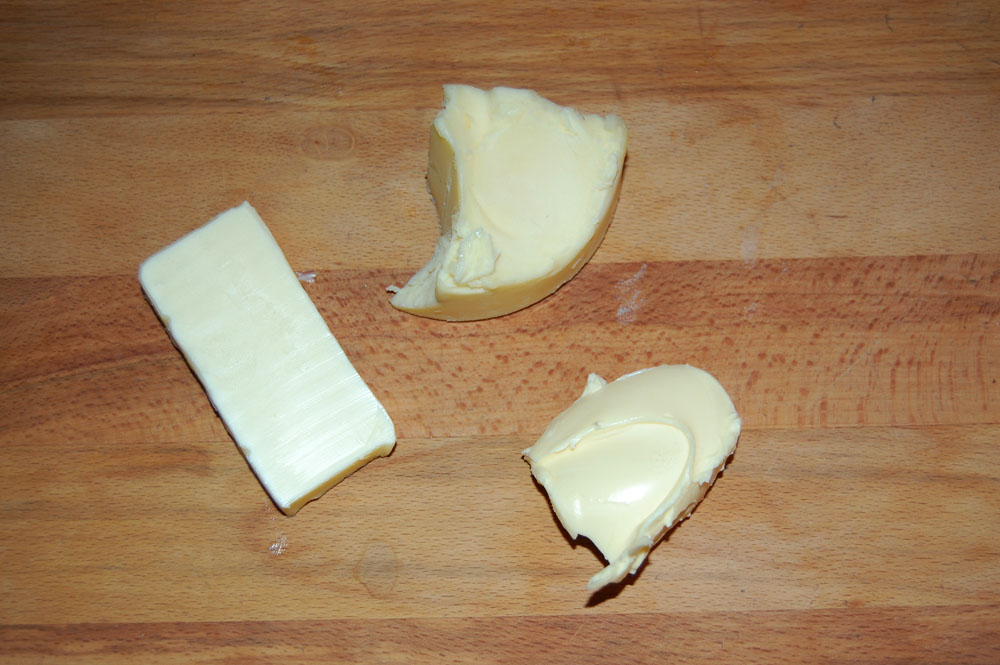
Ba mẫu bơ thực vật

Vào năm 1813 thì hình thức sơ khai của bơ thực vật đã được Michel Eugène Chevreul khám phá ra trong phòng thí nghiệm.
Vào năm 1869, Napoleon III đã ra chiếu chỉ rằng ông sẽ trao giải cho bất cứ ai tìm ra được chất thay thế cho bơ. Napoleon III muốn có một cái gì đó ăn vẫn ngon như bơ nhưng rẻ hơn bơ và có thể dễ dàng sản xuất để cung cấp cho giới công nhân lao động và binh lính của ông ta.
Hưởng ứng lời kêu gọi đó, nhà hóa học người Pháp có tên Hippolyte Mège-Mouriés đã dày công nghiên cứu và tìm ra được một hợp chất tương đối thơm ngon khi kết hợp mỡ bò với dạ dày heo và đặt tên cho hợp chất này là oleomargarine (xuất phát từ acid margaric và acid oleic).
Mặc dù khá thơm ngon nhưng sự phát triển và lan tỏa của loại thức ăn mới này ra ngoài thế giới lại bị ngăn trở khá lớn bởi những nông trại tại Mỹ vì lo sợ sẽ bị cạnh tranh. Tại Úc cũng không khá hơn, cho tới thập niên 1960 thì người dân Úc mới được phép mua bơ thực vật có màu như bơ.
Trong một tiểu luận đăng trên báo "Sự thật" số ngày 20 tháng 7 năm 1912, Lenin phân tích về tình hình tiêu thụ margarine ở các nước châu Âu và cho thấy rằng, người tiêu dùng chủ yếu của margarine là người bình dân nghèo không có khả năng mua bơ thật; đồng thời lượng tiêu thụ margarine lớn lại xảy ra ở Đan Mạch, một trong những nước xuất khẩu rất nhiều bơ sữa lúc đó. Nông dân hạng trung của sản xuất bơ sữa để bán còn bản thân mua margarine rẻ tiền để tiêu thụ. "Sự giàu có của tư bản Đan Mạch tăng lên thì sự bần cùng và thiếu thốn của công nhân và nông dân Đan Mạch cũng tăng lên. Ở nước Nga chúng ta tình hình cũng diễn ra y như vậy [...] người giàu thì được lãi do phát triển sản xuất và buôn bán, còn công nhân và nông dân chỉ được ăn margarine và bã sữa."

## Tác dụng

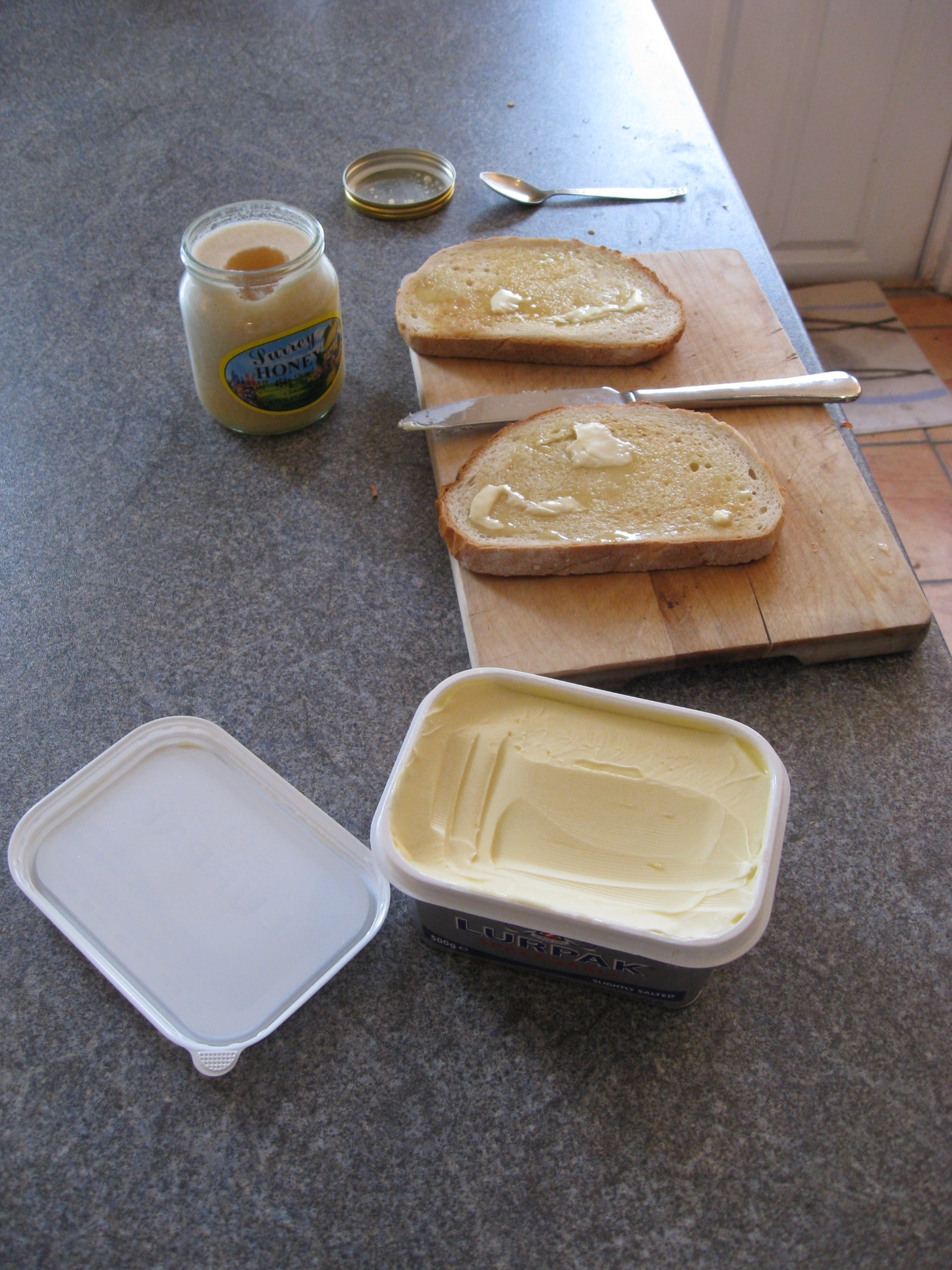
Bơ thực vật được dùng trong bữa sáng

Bơ thực vật được làm từ dầu thực vật nên không chưa cholesterol. Hơn nữa nó còn chứa lượng chất béo lành mạnh hơn bơ thường. Những chất béo này giúp giảm mật độ cholesterol xấu. Trong khi đó, bơ làm từ chất béo động vật nên chứa cholesterol và nhiều chất béo bão hòa. Tuy ý tưởng sử dụng bơ thực vật để thay thế cho bơ động vật theo mong muốn của Napoleon III từ xa xưa cho tới nay vẫn còn được sử dụng và có giá trị nhưng cũng cần sử dụng các loại bơ thực vật chứa các chất có hại cho sức khỏe ở hàm lượng cho phép và tránh không lạm dụng dẫn tới việc gây hậu quả xấu cho cơ thể.
Có khuyến cáo cho rằng bơ thực vật không nên ăn nhiều và chỉ là nguyên liệu tiện lợi cho việc sản xuất thực phẩm như mỳ ăn liền, các loại bánh ngọt. Ở nhiều mức, người ta quy định chỉ bán các loại bơ thực vật (margarine) trên nhãn mác có ghi "0" axit béo chuyển vị cho người tiêu dùng trực tiếp. Nguyên nhân là hầu hết các bơ thực vật được chế biến bằng cách sử dụng phương pháp hydro hóa, thường gây ra các sự chuyển hóa chất béo không lành mạnh. Nhìn chung, các bơ thực vật càng rắn thì lượng chất béo chuyển hóa càng cao - vì vậy bơ thực vật dạng thanh thường chứa nhiều chất béo chuyển hóa hơn bơ thực vật dạng ống. Giống như chất béo bão hòa, chất béo chuyển hóa làm tăng cholesterol trong máu và nguy cơ bị bệnh tim.